# تفاوت جيني

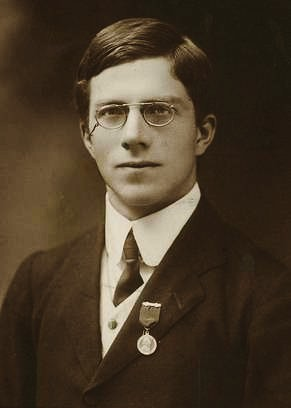
رونالد فيشر عام 1913

تفاوت جيني هو مفهوم وضعه الأحيائي والإحصائي الإنجليزي رونالد فيشر في كتابه النظرية الأساسية في الانتخاب الطبيعي. وفي كتابه المسمى النظرية الجينية للإنتخاب الطبيعي الصادر عام 1930، اقترح فيشر أن معدل التغير في الكفاءة الأحيائية  يمكن حسابه عبر التباين الجيني للكفاءة نفسها. فيشر حاول أن يضع معادلة إحصائية تعبر عن كيفية ربط التغير في كفاءة التعداد بالتغيرات في نسب الأليل في التعداد. لم يضع فيشر أي افتراضات مقيدة لثوابت الكفاءة الأحيائية أو عدد الأليلات أو المواقع الكروموسومية في معادلاته.

## التعريف
التباين الظاهري لأي صفة غالبا ما يحتوي على التباين الوراثي والتباين البيئي. التباين الوراثي يتكون من ثلاثة أجزاء: التباين الوراثي الإضافي، تباين السيادة، وتباين الحجب الجيني. التباين الوراثي الإضافي متضمن على وراثة أليل معين من الأب وأن يكون هذا الأليل مساهم بشكل مباشر لصفة معينة، حيث يتسبب هذا الأليل في حيد الصفة عن المتوسط للصفة. تباين السيادة يشير إلى حيد الصفة عن المتوسط بسبب التفاعل بين الأليلات المختلفة المتحكمة بنفس الصفة في موقع كروموسومي واحد. تباين الحجب الجيني يتضمن على التفاعل بين أليلات مختلفة في مواقع كروموسومية مختلفة.

## الوروثية
الوروثية تشير إلى كم التباين الظاهري الذي سببه التباين في العوامل الوراثية. في الغالب، بعد أن نعرف التباين الوراثي المسؤول عن صفة معينة بشكل كامل فإنه يمكننا حساب الوروثية لهذه الصفة. الوروثية يمكن استخدامها كمتنبئ لتقييم إذا كان من الممكن لتعداد معين أن يتأثر بالانتخاب الطبيعي أو الصناعي. الوروثية الواسعة النطاق، H2 = VG/VP ، تتضمن على نسبة التباين الظاهري التي سببها آثار التباين الوراثي الإضافي، تباين السيادة، وتباين الحجب الجيني. الوروثية الضيقة النطاق، h2 = VA/VP، تتضمن على نسبة التباين الظاهري التي سببها التباين الوراثي الإضافي (VA).

## المعادلة الكمية
التباين الظاهري (VP) في التعداد متأثر بالتباين الوراثي (VG) والتباين البيئي (VE).
VP = VG + VE
التباين الجيني يمكن تقسيمه إلى عدة أقسام، من ضمن هذه الأقسام، التباين الوراثي الإضافي (VA)، تباين السيادة (VD)، وتباين الحجب الجيني (VI).
VG = VA + VD + VI

## طريقة القياس
١. الطريقة التقليدية: استخدام مخططات النسب في البشر، النباتات، أو الحيوانات، لتقدير التباين الوراثي الإضافي.
٢. استخدام تعدد أشكال النوكليوتيدات المفردة (SNPs)  في انحدار خطي لحساب مساهمة التباين الوراثي الإضافي، تباين السيادة، وتباين الحجب الجيني في التباين الوراثي الكامل.
٣. استخدام مصفوفات التباين والتغاير (G) التي تلخص بشكل يسير العلاقات الوراثية بين عدة صفات وتعد أداة رئيسية في تحديد نتيجة الإنتخاب المجرى على أكثر من صفة.